# Traveston
Traveston är en ort i Australien. Den ligger i kommunen Gympie Regional Council och delstaten Queensland, omkring 130 kilometer norr om delstatshuvudstaden Brisbane. Antalet invånare är 735.
Närmaste större samhälle är Gympie, omkring 18 kilometer nordväst om Traveston.
I omgivningarna runt Traveston växer i huvudsak städsegrön lövskog. Runt Traveston är det glesbefolkat, med 16 invånare per kvadratkilometer. Genomsnittlig årsnederbörd är 1 531 millimeter. Den regnigaste månaden är mars, med i genomsnitt 289 mm nederbörd, och den torraste är september, med 33 mm nederbörd.